# Thousand Enemies
「Thousand Enemies」（サウザンド・エネミーズ）は、Girls Dead Monsterの2枚目のシングル。2010年5月12日にKey Sounds Labelから販売された。

## 概要
テレビアニメ『Angel Beats!』で使用された「Thousand Enemies」を含む3曲が収録されている。アニメの進行に合わせ、ヴォーカリストが前回のmarinaからLiSA（役名はユイ、歌以外を演じるのは喜多村英梨）に代わっている。

## 収録曲
（全作詞・作曲：麻枝准、編曲：光収容）
1. Thousand Enemies [4:50] 
  - テレビアニメ『Angel Beats!』第5話挿入歌

アニメ版と違い、CD版はサビ部分にコーラスが追加されている。
2. Rain Song [5:02]
3. Highest Life [6:27]